# Cyrtona consobrina
Cyrtona consobrina är en tvåvingeart som beskrevs av Walter Leopold Victor Hackman 1960. Cyrtona consobrina ingår i släktet Cyrtona och familjen Curtonotidae. Inga underarter finns listade i Catalogue of Life.